# Olavi Veistäjä
Gunnar Olavi Veistäjä (till 1947 Vesterdahl), född 27 april 1908 i Kexholm, död 27 augusti 1988 i Tammerfors, var en finländsk journalist och teaterman.
Veistäjä var 1935–1940 chefredaktör för de tre lokaltidningarna Käkisalmen Sanomat, Keski-Vuoksi och Jaakkiman Sanomat samt 1940–1976 chef för Aamulehtis kulturavdelning. Han skapade sig ett namn som kritiker och gjorde betydande teaterpolitiska insatser bland annat som ordförande för statens scenkonstkommitté 1974–1976. Han var 1955–1970 chef för Pyynikki sommarteater och skrev ett antal filmmanus samt dramatiserade Väinö Linnas Okänd soldat tillsammans med Edvin Laine 1961. Han erhöll professors titel 1969.

## Utmärkelser
- Riddartecknet av Finlands Vita Ros’ orden[1]

[Redigera Wikidata]